# Grazia Di Michele
Grazia Di Michele (née à Rome le 9 octobre 1955) est un auteur-compositeur-interprète italien. 

## Biographie
Née à Rome de parents originaires des Abruzzes, Maria Grazia Di Michele fonde  avec Chiara Scotti et Clelia Lamorgese  un groupe musical  politiquement engagé L'Ape di Vetro,. 
En 1977, elle a fait ses débuts de chanteuse solo au Folkstudio, un cabaret de musique de Rome,. Pendant ces années, elle  travaille dans un club culturel de Rome, le Johann Sebastian Bar, et comme disc-jockey à la radio,. 
Son premier album, Cliché, caractérisé par des paroles provocantes sur des thèmes féministes et sociaux, sort en 1978,. En 1983, elle publie l'album Ragiona col cuore, qui  a pour sujet un amour lesbien, puis en 1986 elle obtient son premier succès commercial avec le single Le ragazze di Gauguin et l'album du même nom,. Entre 1990 et 1993, elle participe trois fois au Festival de Sanremo, se classant troisième en 1993 avec Gli amori diversi, en duo avec Rossana Casale, . 

## Discographie
Album
- 1978 - Cliché (It, ZPLT 34029)
- 1983 - Ragiona col cuore (Venus Dischi, VNS 44701)
- 1986 - Le ragazze de Gauguin (WEA Italiana, 242139-1)
- 1988 - L'amore est un pericolo (WEA Italiana, 2446311-1)
- 1990 - Raccolta (WEA Italiana, 9031 71245; accusation due)
- 1991 - Grazia Di Michele (WEA Italiana, 9031 73859-1)
- 1993 - Confini (Warner Music Italie, 4509-91262-1)
- 1995 - Rudji (Sony)
- 2001 - Naturale
- 2005 - Chiamalavita (commerce de Rai)
- 2005 - Respiro
- 2006 - Le più belle canzoni di Grazia Di Michele (WEA)
- 2009 - Passaggi segreti (Rai Trade)
- 2012 - Giverny (RaiEri)